# Guerre djibouto-érythréenne
La guerre djibouto-érythréenne a opposé l'Érythrée à Djibouti du 10 au 13 juin 2008 autour du cap (ras) Douméra.

## Contexte

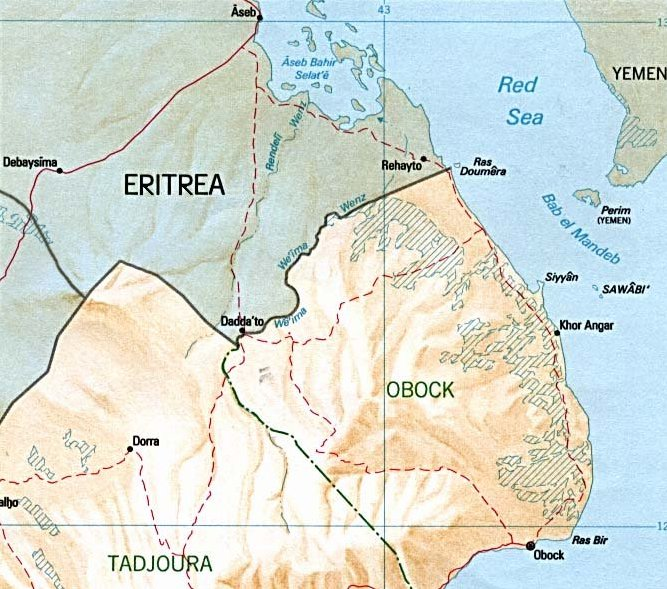
Carte de la frontière entre Djibouti et l'Érythrée.

Les relations se sont tendues entre l'Érythrée et Djibouti pour plusieurs raisons :
- Djibouti accuse Asmara d'avoir financé le mouvement armé anti-gouvernemental du Front pour la restauration de l’unité et la démocratie entre 1991 à 1994.
- L'Érythrée revendique la zone du cap Douméra, point littoral de la frontière entre les deux pays.

Des tensions ont déjà eu lieu en 1994, lorsque l'Érythrée a semblé revendiquer cette zone.

## Chronologie
- 16 avril 2008 : Djibouti accuse Asmara d'avoir installé des fortifications à la frontière des deux pays, au cap Douméra, et d'avoir édité des cartes indiquant ce lieu en territoire érythréen. Djibouti  porte plainte auprès de l'ONU.

- Nuit du 9 au 10 juin : Désertion de soldats érythréens vers Djibouti.

- Du 10 au 13 juin : Douze soldats djiboutiens sont tués et soixante blessés par l'armée érythréenne, qui aurait également subi des pertes (cent morts selon l'armée djiboutienne).

Conformément aux accords de 1977 et en concertation avec les autorités djiboutiennes, la France met à disposition des Forces Armées djiboutiennes (FAD) des moyens afin d’appuyer la défense de son intégrité territoriale. La France apporte un soutien logistique, médical et de renseignement militaire aux FAD dans le conflit. L’action de la France a également joué un rôle dissuasif : 1 régiment, 3 navires de guerres et d’importants moyens aériens étaient pré-positionnées.

## Suites
En janvier 2009, par la Résolution 1862 du Conseil de sécurité des Nations unies, le Conseil de sécurité des Nations unies impose des sanctions contre l'Érythrée.
À la suite d'un accord entre les deux pays, des troupes du Qatar s'interposent à Douméra en juin 2010, en attendant l'issue d'une médiation par le même État. Elles se retirent à partir de juin 2017.
Djibouti reconnaît détenir des prisonniers de guerre érythréens. En revanche, l'Érythrée dit ne pas détenir de prisonniers djiboutiens, alors que deux se seraient évadés en décembre 2011 de la prison de Sabay-Mandar où il s'en trouveraient encore dix-sept. En mars 2019, le chiffre de treize prisonniers djiboutiens est avancé.
Le 14 novembre 2018, le Conseil de sécurité des Nations unies a adopté à l'unanimité une résolution élaborée par le Royaume-Uni et levé l'embargo sur les armes, toutes les interdictions de voyage, les gels d'avoirs et les autres sanctions visant l'Érythrée. Le texte appelle aussi Asmara et Djibouti à poursuivre les efforts en vue de régler leurs différends.